# Gretchen Barretto
Gretchen Barretto (Nacida el 6 de marzo de 1970) es una actriz y cantante  filipina. Ella tiene dos hermanas menores Marjorie Barretto y Claudine Barretto, también actrices. Además es sobrina de los cantantes, músicos y actores Antonio Morales y Miguel Morales Barretto y prima de las artistas españolas, la cantante Shaila Dúrcal y de la actriz Carmen Morales. Su tía fue la actriz y cantante Rocío Dúrcal, esposa de su tío Antonio.
En la actualidad, Barretto alberga un programa titulado "You and Me Against the World" en la TV5, en la red televisiva, Cojuangco.
Barretto lanzó su segundo Álbum titulado "Complicated".

## Filmografía/Televisión
| Año  | Título                                                        | Personaje             | Notas      | Canal   |  |
| 2010 | Maybe This Time (with Angelica Panganiban and Andi Eigenmann) | Abril Samonte         | Television | ABS-CBN |  |
| 2010 | Magkaribal                                                    | Victoria Valera       | Television | ABS-CBN |  |
| 2010 | Maalaala Mo Kaya: "Larawan"                                   | Maria                 | Television | ABS-CBN |  |
| 2009 | Pinoy Bingo Night                                             | Guest / Studio Player | Television | ABS-CBN |  |
| 2008 | You & Me Against The World                                    | host                  | Television | ABS-CBN |  |
| 2006 | Matakot ka sa Karma                                           | Aleli                 | Film       |         |  |
| 2002 | ASAP Mania                                                    | host                  | Television | ABS-CBN |  |
| 2001 | Sa Dulo Ng Walang Hanggan                                     | Andrea Crisostomo     | Television | ABS-CBN |  |
| 2000 | Ikaw Lamang Wala nang Iba                                     |                       | Film       |         |  |
| 1999 | The Buzz!                                                     | host                  | Television | ABS-CBN |  |
| 1997 | Tirad Pass: The Story of Gen. Gregorio Del Pilar              | Dolores Josefa        | Film       |         |  |
| 1995 | Di Mapigil ang Init                                           | Teresa                | Film       |         |  |
| 1994 | Johnny Tinoso and the Proud Beauty                            | Beauty                | Film       |         |  |
| 1993 | Ako ang katarungan (Lt. Napoleon M. Guevarra)                 |                       | Film       |         |  |
| 1993 | Pulis Patola                                                  | Maricar               | Film       |         |  |
| 1993 | Kailangan Kita                                                | Anna                  | Film       |         |  |
| 1992 | Paminsan-Minsan                                               | Jessica               | Film       |         |  |
| 1992 | Lumayo Ka Man Sa Akin                                         | Stella                | Film       |         |  |
| 1992 | Eh! Kasi Bata                                                 | Xerex                 | Film       |         |  |
| 1992 | Buddy en Sol (Sine ito)                                       |                       | Film       |         |  |
| 1991 | Alyas Dodong Gwapo: Huling Kilabot ng Cebu                    | Dorothy               | Film       |         |  |
| 1991 | Tukso layuan mo ako                                           | Demontita/Titay       | Film       |         |  |
| 1991 | Ubos na ang luha ko                                           |                       | Film       |         |  |
| 1990 | Ama... Bakit mo ako pinabayaan?                               |                       | Film       |         |  |
| 1990 | Hindi laruan ang puso                                         |                       | Film       |         |  |
| 1990 | Beautiful Girl                                                |                       | Film       |         |  |
| 1989 | Ang Bukas ay Akin                                             |                       | Film       |         |  |
| 1989 | Lihim ng Golden Buddha                                        |                       | Film       |         |  |
| 1985 | Tender Age                                                    | Gretchen              | Film       |         |  |
| 1993 | Eat Bulaga                                                    | co-host               | Television | ABS-CBN |  |
| 1984 | Going Steady                                                  |                       |            |         |  |